# En Vogue
En Vogue (frz. „in Mode“) ist eine US-amerikanische R&B- und Soul-Band aus Oakland.

## Geschichte
En Vogue wurde 1988 gegründet von den US-amerikanischen Hitproduzenten Denzil Foster und Thomas McElroy, ehemals Mitglieder der Diskogruppe Club Nouveau. Die Originalbesetzung bestand aus der ehemaligen Miss Black California Cindy Herron, Maxine Jones, Dawn Robinson und Terry Ellis, wobei in der aktuellen Besetzung von 2025 außer Dawn Robinson noch bzw. wieder alle Originalmitglieder aktiv sind.
En Vogue verkauften in ihrer Karriere bisher mehr als 20 Millionen Tonträger weltweit. Sie haben 7 MTV Video Music Awards gewonnen, mehr als jede andere Girlgroup in der MTV-Geschichte. Die Gruppe wurde vom Billboard Magazine zur zweiterfolgreichsten Gruppe der 1990er Jahre und zum 18.-erfolgreichsten Act der 1990er überhaupt gekürt.
Zu den bekanntesten Hits gehören die Titel My Lovin’ (You’re Never Gonna Get It), Free Your Mind, Whatta Man und Don’t Let Go (Love).
2004 erschien das bislang letzte Studioalbum Soul Flower. Ein Jahr später, im Jahre 2005, erhielt die Gruppe eine Grammy-Nominierung für ihre Zusammenarbeit mit Stevie Wonder und Prince auf der gemeinsamen Single So What the Fuss.
Im Oktober 2007 wurde eine neue Single Glamorous als Kollaboration mit der belgischen Sängerin Natalia in den Benelux-Staaten veröffentlicht. 2008 traten En Vogue in Belgien mit Natalia auf zwei ausverkauften Show-Konzerten im Sportpaleis (Antwerpen) auf. Weiterer Special Guest war außerdem Shaggy. Das Konzertduo lief 2008 unter Natalia Meets En Vogue feat. Shaggy 2008.
Von April bis Mai 2022 nahmen En Vogue als Queen Cobras an der siebten Staffel der US-amerikanischen Version von The Masked Singer teil, in der sie den vierten von 15 Plätzen erreichten.

## Diskografie

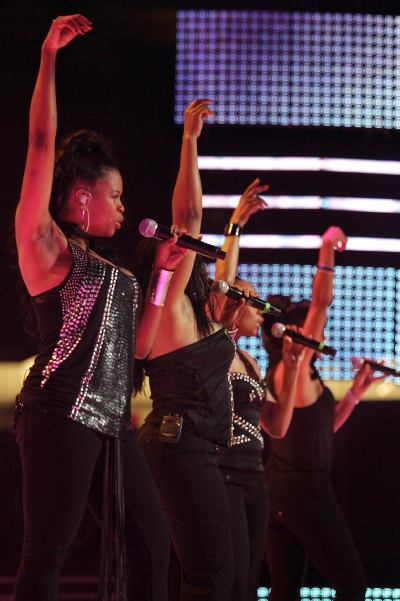
En Vogue (2009)

### Studioalben
| Jahr | Titel                 | Höchstplatzierung, Gesamtwochen, AuszeichnungChartplatzierungen (Jahr, Titel, Platzierungen, Wochen, Auszeichnungen, Anmerkungen) | Höchstplatzierung, Gesamtwochen, AuszeichnungChartplatzierungen (Jahr, Titel, Platzierungen, Wochen, Auszeichnungen, Anmerkungen) | Höchstplatzierung, Gesamtwochen, AuszeichnungChartplatzierungen (Jahr, Titel, Platzierungen, Wochen, Auszeichnungen, Anmerkungen) | Höchstplatzierung, Gesamtwochen, AuszeichnungChartplatzierungen (Jahr, Titel, Platzierungen, Wochen, Auszeichnungen, Anmerkungen) | Höchstplatzierung, Gesamtwochen, AuszeichnungChartplatzierungen (Jahr, Titel, Platzierungen, Wochen, Auszeichnungen, Anmerkungen) | Anmerkungen                            |
| Jahr | Titel                 | DE | AT | CH | UK | US | Anmerkungen                            |
| ---- | --------------------- | --- | --- | --- | --- | --- | -------------------------------------- |
| 1990 | Born to Sing          | — | — | — | UK23 Silber · (13 Wo.)UK | US21 Platin · (69 Wo.)US | Erstveröffentlichung: 3. April 1990    |
| 1992 | Funky Divas           | DE58 (11 Wo.)DE | — | — | UK4 Gold · (30 Wo.)UK | US8 ×3Dreifachplatin · (86 Wo.)US                                                                                                 | Erstveröffentlichung: 24. März 1992    |
| 1997 | EV3                   | DE9 (13 Wo.)DE | AT21 (10 Wo.)AT | CH7 (15 Wo.)CH | UK9 Silber · (12 Wo.)UK | US8 Platin · (20 Wo.)US | Erstveröffentlichung: 27. Mai 1997     |
| 2000 | Masterpiece Theatre   | DE22 (8 Wo.)DE | — | CH28 (11 Wo.)CH | — | US67 (5 Wo.)US | Erstveröffentlichung: 23. Mai 2000     |
| 2002 | The Gift of Christmas | — | — | — | — | — | Erstveröffentlichung: 8. Oktober 2002  |
| 2004 | Soul Flower           | — | — | — | — | — | Erstveröffentlichung: 24. Februar 2004 |
| 2018 | Electric Café         | — | — | — | — | — | Erstveröffentlichung: 6. April 2018    |

### Livealben
- 2004: Live in Alabama 2002

### Kompilationen
| Jahr | Titel   | Höchstplatzierung, Gesamtwochen, AuszeichnungChartplatzierungen (Jahr, Titel, Platzierungen, Wochen, Auszeichnungen, Anmerkungen) | Höchstplatzierung, Gesamtwochen, AuszeichnungChartplatzierungen (Jahr, Titel, Platzierungen, Wochen, Auszeichnungen, Anmerkungen) | Höchstplatzierung, Gesamtwochen, AuszeichnungChartplatzierungen (Jahr, Titel, Platzierungen, Wochen, Auszeichnungen, Anmerkungen) | Anmerkungen                            |
| Jahr | Titel   | DE | AT | UK | Anmerkungen                            |
| ---- | ------- | --- | --- | --- | -------------------------------------- |
| 1998 | Best Of | DE61 (1 Wo.)DE | AT37 (1 Wo.)AT | UK39 Silber · (3 Wo.)UK | Erstveröffentlichung: 19. Oktober 1998 |

Weitere Kompilationen
- 2001: The Very Best of (UK: Silber)
- 2005: Hold On and Other Hits
- 2005: The Essentials
- 2007: The Platinum Collection

### EPs
| Jahr | Titel        | Höchstplatzierung, Gesamtwochen, AuszeichnungChartsChartplatzierungen (Jahr, Titel, Platzierungen, Wochen, Auszeichnungen, Anmerkungen) | Anmerkungen                              |
| Jahr | Titel        | US | Anmerkungen                              |
| ---- | ------------ | --- | ---------------------------------------- |
| 1993 | Runaway Love | US49 (19 Wo.)US | Erstveröffentlichung: 21. September 1993 |

Weitere EPs
- 1991: Remix to Sing
- 2015: Rufftown Presents En Vogue

### Singles als Leadmusikerinnen
| Jahr | Titel Album                                       | Höchstplatzierung, Gesamtwochen, AuszeichnungChartplatzierungen (Jahr, Titel, Album, Platzierungen, Wochen, Auszeichnungen, Anmerkungen) | Höchstplatzierung, Gesamtwochen, AuszeichnungChartplatzierungen (Jahr, Titel, Album, Platzierungen, Wochen, Auszeichnungen, Anmerkungen) | Höchstplatzierung, Gesamtwochen, AuszeichnungChartplatzierungen (Jahr, Titel, Album, Platzierungen, Wochen, Auszeichnungen, Anmerkungen) | Höchstplatzierung, Gesamtwochen, AuszeichnungChartplatzierungen (Jahr, Titel, Album, Platzierungen, Wochen, Auszeichnungen, Anmerkungen) | Höchstplatzierung, Gesamtwochen, AuszeichnungChartplatzierungen (Jahr, Titel, Album, Platzierungen, Wochen, Auszeichnungen, Anmerkungen) | Anmerkungen                                              | [↑]: gemeinsam behandelt mit vorhergehendem Eintrag; [←]: in beiden Charts platziert |
| Jahr | Titel Album                                       | DE | AT | CH | UK | US | Anmerkungen                                              |                                                                                      |
| ---- | ------------------------------------------------- | --- | --- | --- | --- | --- | -------------------------------------------------------- | ------------------------------------------------------------------------------------ |
| 1990 | Hold On Born to Sing                              | — | — | — | UK5 (13 Wo.)UK | US2 Platin · (25 Wo.)US | Erstveröffentlichung: 23. Februar 1990                   |                                                                                      |
| 1990 | Lies Born to Sing                                 | — | — | — | UK44 (4 Wo.)UK | US38 (11 Wo.)US | Erstveröffentlichung: 27. Juni 1990                      |                                                                                      |
| 1990 | You Don’t Have to Worry Born to Sing              | — | — | — | UK94 (1 Wo.)UK | — | Erstveröffentlichung: 24. Oktober 1990                   |                                                                                      |
| 1992 | My Lovin’ (You’re Never Gonna Get It) Funky Divas | DE23 (15 Wo.)DE | AT13 (9 Wo.)AT | CH16 (16 Wo.)CH | UK4 (12 Wo.)UK | US2 Gold · (30 Wo.)US | Erstveröffentlichung: 1. März 1992                       |                                                                                      |
| 1992 | Giving Him Something He Can Feel Funky Divas      | DE46 (5 Wo.)DE | — | — | UK16 (11 Wo.)UK | US6 Gold · (24 Wo.)US | Erstveröffentlichung: 4. Juni 1992                       |                                                                                      |
| 1992 | Free Your Mind Funky Divas                        | — | — | —[UK: ↑] | UK16 (11 Wo.)UK | US8 Gold · (20 Wo.)US | Erstveröffentlichung: 24. August 1992                    |                                                                                      |
| 1992 | Give It Up, Turn It Loose Funky Divas             | — | — | CH36 (1 Wo.)CH | UK22 (4 Wo.)UK | US15 (20 Wo.)US | Erstveröffentlichung: 5. November 1992                   |                                                                                      |
| 1993 | Love Don’t Love You Funky Divas                   | — | — | — | UK64 (1 Wo.)UK | US36 (16 Wo.)US | Erstveröffentlichung: 29. Januar 1993                    |                                                                                      |
| 1993 | Runaway Love                                      | — | — | — | UK36 (3 Wo.)UK | US51 (10 Wo.)US | Erstveröffentlichung: 21. September 1993                 |                                                                                      |
| 1993 | Whatta Man Runaway Love / Very Necessary          | DE39 (14 Wo.)DE | AT27 (2 Wo.)AT | — | UK7 Gold · (10 Wo.)UK | US3 (29 Wo.)US | Erstveröffentlichung: 2. Dezember 1993 mit Salt ’n’ Pepa |                                                                                      |
| 1996 | Don’t Let Go (Love) EV3                           | DE7 Gold · (23 Wo.)DE | AT9 (12 Wo.)AT | CH4 Gold · (31 Wo.)CH | UK5 Platin · (23 Wo.)UK | US2 Platin · (35 Wo.)US | Erstveröffentlichung: 12. November 1996                  |                                                                                      |
| 1997 | Whatever EV3                                      | DE92 (6 Wo.)DE | — | — | UK14 (5 Wo.)UK | US16 Gold · (15 Wo.)US | Erstveröffentlichung: 1. Juli 1997                       |                                                                                      |
| 1997 | Too Gone, Too Long EV3                            | — | — | — | UK20 (3 Wo.)UK | US33 (17 Wo.)US | Erstveröffentlichung: 23. September 1997                 |                                                                                      |
| 1998 | No Fool No More Best Of                           | — | — | — | — | US57 (8 Wo.)US | Erstveröffentlichung: 22. September 1998                 |                                                                                      |
| 2000 | Riddle Masterpiece Theatre                        | DE62 (9 Wo.)DE | — | CH56 (16 Wo.)CH | UK33 (2 Wo.)UK | US92 (4 Wo.)US | Erstveröffentlichung: 22. März 2000                      |                                                                                      |

Weitere Singles
- 1991: Strange
- 1992: Yesterday
- 1993: What Is Love
- 2004: Losin My Mind
- 2004: Ooh Boy
- 2011: I'll Cry Later
- 2016: Deja Vu
- 2017: I’m Good
- 2017: Have a Seat (feat. Snoop Dogg)
- 2017: Rocket
- 2018: Reach 4 Me

### Singles als Gastmusikerinnen
| Jahr | Titel Album                     | Höchstplatzierung, Gesamtwochen, AuszeichnungChartplatzierungen (Jahr, Titel, Album, Platzierungen, Wochen, Auszeichnungen, Anmerkungen) | Höchstplatzierung, Gesamtwochen, AuszeichnungChartplatzierungen (Jahr, Titel, Album, Platzierungen, Wochen, Auszeichnungen, Anmerkungen) | Höchstplatzierung, Gesamtwochen, AuszeichnungChartplatzierungen (Jahr, Titel, Album, Platzierungen, Wochen, Auszeichnungen, Anmerkungen) | Höchstplatzierung, Gesamtwochen, AuszeichnungChartplatzierungen (Jahr, Titel, Album, Platzierungen, Wochen, Auszeichnungen, Anmerkungen) | Anmerkungen                                                                  |
| Jahr | Titel Album                     | DE | CH | UK | US | Anmerkungen                                                                  |
| ---- | ------------------------------- | --- | --- | --- | --- | ---------------------------------------------------------------------------- |
| 2002 | Free Your Mind                  | DE71 (4 Wo.)DE | — | — | — | Erstveröffentlichung: Mai 2002 Sub7even feat. En Vogue                       |
| 2005 | So What the Fuss A Time to Love | — | CH46 (10 Wo.)CH | UK19 (4 Wo.)UK | US96 (1 Wo.)US | Erstveröffentlichung: 11. Oktober 2005 Stevie Wonder feat. En Vogue & Prince |

Weitere Gastbeiträge
- 2007: Glamorous (Natalia feat. En Vogue)
- 2022: Bring Back the Time (New Kids on the Block feat Salt-N-Pepa, Rick Astley & En Vogue)

## Auszeichnungen für Musikverkäufe
| Goldene Schallplatte - Australien - 1997: für die Single Don’t Let Go (Love) - Belgien - 1997: für die Single Don’t Let Go (Love) - Japan - 1997: für das Album EV3 - Kanada - 1991: für das Album Born to Sing - Neuseeland - 1990: für die Single Hold On - 1994: für die Single What a Man - 1997: für die Single Don’t Let Go (Love) - 2024: für das Album The Very Best of - Niederlande - 1997: für die Single Don’t Let Go (Love) | Platin-Schallplatte - Kanada - 1993: für das Album Funky Divas - Norwegen - 1997: für die Single Don’t Let Go (Love) |

Anmerkung: Auszeichnungen in Ländern aus den Charttabellen bzw. Chartboxen sind in ebendiesen zu finden.
| Land/RegionAuszeichnungen für Musikverkäufe (Land/Region, Auszeichnungen, Verkäufe, Quellen) | Silber     | Gold       | Platin       | Verkäufe  | Quellen                       |
| -------------------------------------------------------------------------------------------- | ---------- | ---------- | ------------ | --------- | ----------------------------- |
| Australien (ARIA)                                                                            | —          | Gold1      | —            | 35.000    | aria.com.au                   |
| Belgien (BRMA)                                                                               | —          | Gold1      | —            | 25.000    | ultratop.be                   |
| Deutschland (BVMI)                                                                           | —          | Gold1      | —            | 250.000   | musikindustrie.de             |
| Japan (RIAJ)                                                                                 | —          | Gold1      | —            | 100.000   | riaj.or.jp                    |
| Kanada (MC)                                                                                  | —          | Gold1      | Platin1      | 150.000   | musiccanada.com               |
| Neuseeland (RMNZ)                                                                            | —          | 4× Gold4   | —            | 22.500    | aotearoamusiccharts.co.nz NZ2 |
| Niederlande (NVPI)                                                                           | —          | Gold1      | —            | 50.000    | nvpi.nl                       |
| Norwegen (IFPI)                                                                              | —          | —          | Platin1      | 20.000    | ifpi.no                       |
| Schweiz (IFPI)                                                                               | —          | Gold1      | —            | 25.000    | hitparade.ch                  |
| Vereinigte Staaten (RIAA)                                                                    | —          | 4× Gold4   | 7× Platin7   | 9.000.000 | riaa.com                      |
| Vereinigtes Königreich (BPI)                                                                 | 4× Silber4 | 2× Gold2   | Platin1      | 1.480.000 | bpi.co.uk                     |
| Insgesamt                                                                                    | 4× Silber4 | 17× Gold17 | 10× Platin10 |           |                               |